# Джибуті на Чемпіонаті світу з водних видів спорту 2015
Джибуті взяла участь у Чемпіонаті світу з водних видів спорту 2015, який пройшов у Казані (Росія) від 24 липня до 9 серпня.

## Плавання
Бенінські плавці виконали кваліфікаційні нормативи в дисциплінах, які наведено в таблиці (не більш як 2 плавці на одну дисципліну за часом нормативу A, і не більш як 1 плавець на одну дисципліну за часом нормативу B):
Чоловіки
| Спортсмен    | Дисципліна          | Попередній забіг | Попередній забіг | Півфінал        | Півфінал        | Фінал           | Фінал           |
| Спортсмен    | Дисципліна          | Час              | Місце            | Час             | Місце           | Час             | Місце           |
| ------------ | ------------------- | ---------------- | ---------------- | --------------- | --------------- | --------------- | --------------- |
| Борхане Абро | 50 м батерфляєм     | 27.99            | 62               | Завершив виступ | Завершив виступ | Завершив виступ | Завершив виступ |
| Ахмед Бурхан | 50 м вільним стилем | 28.53            | 111              | Завершив виступ | Завершив виступ | Завершив виступ | Завершив виступ |
| Ахмед Бурхан | 50 м брасом         | 42.88            | 76               | Завершив виступ | Завершив виступ | Завершив виступ | Завершив виступ |